# Аница (албум из 1997)
Аница је пети студијски албум српске фолк певачице Анице Миленковић, објављен 1997. године, за Зам и Вујин трејд. На албуму су радили Саша Поповић, Горан Ратковић Рале и Петар Стокановић, а пратеће вокале је певала Сузана Јовановић.

## Списак песама
| №   | Назив               | Текст                | Музика            | Трајање |  |
| 1.  | Чаробњак            | Миладин Богосављевић | Саша Поповић      |         |  |
| 2.  | Реци ми и иди       | Миладин Богосављевић | Саша Поповић      |         |  |
| 3.  | Било чија           | Стеван Симеуновић    | Стеван Симеуновић |         |  |
| 4.  | Девојчица           | Стевица Спасић       | Саша Поповић      |         |  |
| 5.  | Има људи            | Стеван Симеуновић    | Стеван Симеуновић |         |  |
| 6.  | Сви су против мене  | Миладин Богосављевић | Саша Поповић      |         |  |
| 7.  | Ја ћу тебе наћи     | Стеван Симеуновић    | Стеван Симеуновић |         |  |
| 8.  | Баш за тебе рођена  | Вера Милосављевић    | Саша Поповић      |         |  |
| 9.  | Што си од мене даље | Стеван Симеуновић    | Стеван Симеуновић |         |  |
| 10. | Од ватре до ватре   | Стеван Симеуновић    | Стеван Симеуновић |         |  |